# Ted Price
Ted Price (Richmond, 5 luglio 1972) è un autore di videogiochi e imprenditore statunitense.
È presidente e amministratore delegato di Insomniac Games, società da lui fondata nel 1994 e che nel 2008 conta 175 dipendenti. È anche presidente dell'Academy of Interactive Arts and Sciences.

## Biografia
Ted Price si è laureato a Princeton e dopo l'università ha iniziato a lavorare in uno studio medico. Durante questo periodo ha iniziato a sviluppare il suo primo videogioco, Disruptor, che con l'aiuto di Alex e Brian Hastings ha presentato e venduto a Universal.
Dopo aver fondato Insomniac Games, essa ha prodotto le saghe di Spyro the Dragon e Ratchet & Clank.
Tra i suoi ruoli all'interno dell'azienda, oltre ad esserne presidente ed amministratore delegato, Price controlla giorno dopo giorno il suo business, le sue strategie commerciali e da supervisore dei progetti e contribuisce al loro design.